# Elmer Lach
Elmer James Lach (* 22. Januar 1918 in Nokomis, Saskatchewan; † 4. April 2015 in Kirkland, Québec) war ein kanadischer Eishockeyspieler, der von 1940 bis 1954 für die Canadiens de Montréal in der National Hockey League spielte.

## Karriere
Lach war der Spielmacher der legendären „Punch Line“ der Canadiens de Montréal. Gemeinsam mit Maurice Richard und Toe Blake erzielten sie über 700 Punkte in viereinhalb Jahren. Er verfügte vor allem über ausgezeichnete Defensivqualitäten, dass er aber auch nach vorne sehr gefährlich war, bewiesen seine zwei Jahre als Topscorer. Auch in dem Jahr, in dem hierfür das erste Mal die Art Ross Trophy vergeben wurde, führte Lach diese Wertung an. 1944, 1946 und 1953 gewann er im Trikot der Canadiens de Montréal drei Mal den Stanley Cup.
1966 wurde er mit der Aufnahme in die Hockey Hall of Fame geehrt. Seine Rückennummer wurde am 4. Dezember 2009, am Tag des 100. Geburtstags der Canadiens, vor dem Spiel gegen die Boston Bruins, nach einer feierlichen Zeremonie vom Club gesperrt.

## Karrierestatistik
(Legende zur Spielerstatistik: Sp oder GP = absolvierte Spiele; T oder G = erzielte Tore; V oder A = erzielte Assists; Pkt oder Pts = erzielte Scorerpunkte; SM oder PIM = erhaltene Strafminuten; +/− = Plus/Minus-Bilanz; PP = erzielte Überzahltore; SH = erzielte Unterzahltore; GW = erzielte Siegtore; 1 Play-downs/Relegation; Kursiv: Statistik nicht vollständig)

## Auszeichnungen
- NHL First All-Star Team: 1945, 1948 und 1952
- NHL Second All-Star Team: 1944 und 1946
- Hart Memorial Trophy: 1945
- NHL Topscorer: 1945 und 1948. Er war 1948 der erste der dafür die Art Ross Trophy bekam